# Польсько-шведська війна (1600—1611)
Польсько-шведська війна 1600–1611 років — продовження серії польсько-шведських конфліктів з розділом земель Ордену мечоносців, розпочатих у XVI ст. Іншою причиною війни була боротьба за шведський престол між герцогом Карлом Седерманландським і Сигізмундом III Вазою. Річ Посполита захопила шведську Естонію (Естляндію). Сили сторін у збройному конфлікті — на початку 12000 осіб, а потім 9000 чоловік.

## Причини

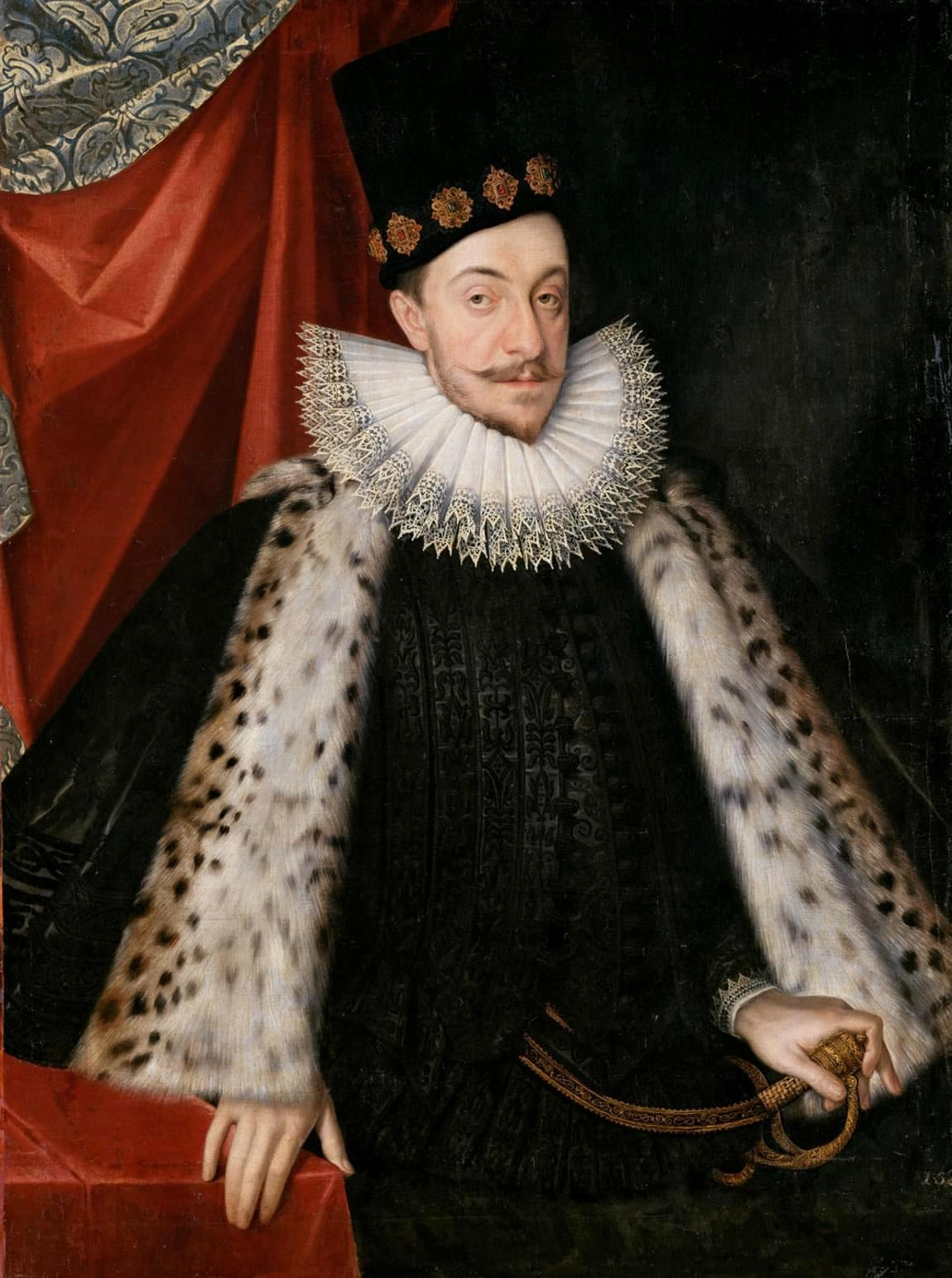
Сигізмунд III Ваза

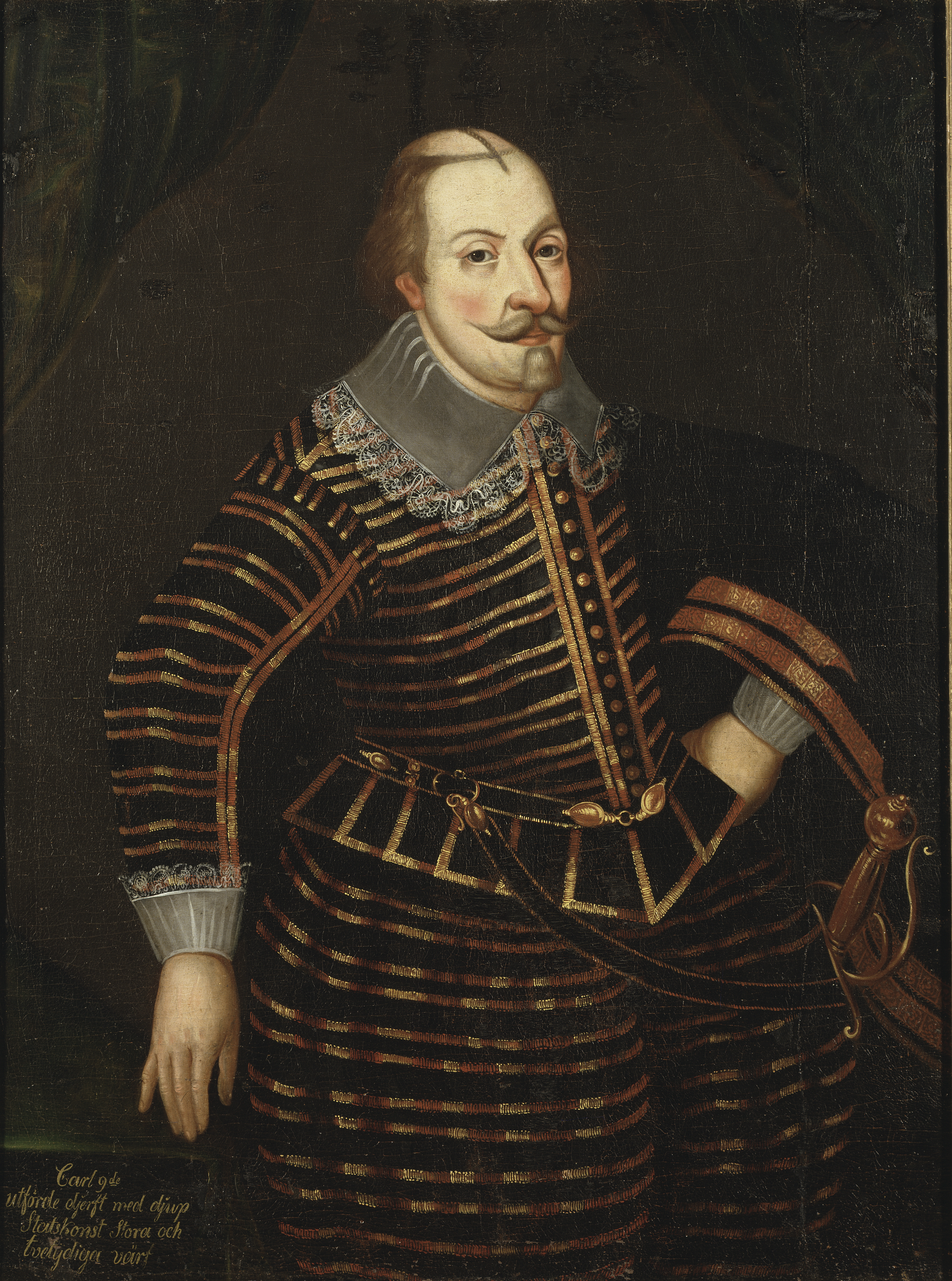
Герцог Седерманландський Карл IX Ваза

Витоки даного конфлікту між Річчю Посполитою та Шведською імперією походять з Війни проти Сигізмунда, коли Сигізмунд III Ваза, одночасно колишній король Речі Посполитої і Шведської імперії, втратив шведський трон під час громадянської війни (1597–1599 рр.). У цьому збройному конфлікті брала участь лише обмежена кількість військ Речі Посполитої, й сама війна розглядалася в цілому як внутрішведський конфлікт, а не як частина польсько-шведських війн. Спочатку між ворогуючими сторонами склалася патова ситуація, потім у битві біля Стонгебру 25 вересня 1598 р. Сигізмунд зазнав поразки. Переможений Сигізмунд 30 жовтня повернувся до м. Гданська, але не відмовився від свого титулу короля Шведів, Готів та Вендів.
У липні 1599 р. парламент Шведської імперії «Ріксдаг» офіційно детронізував Сигізмунда Вазу і розглянув кандидатуру його сина Владислава як правонаступника. Але висунув умови: 4-річний королевич протягом шести місяців повинен переїхати до Шведської імперії і бути охрещений в лютеранській конфесії. Для Сигізмунда у католицькій Речі Посполитій такі умови, звичайно, були неприйнятними. Так закінчилася коротка особиста унія між католицькою Річчю Посполитою і протестантською Шведською імперією (так звана «Польсько-шведська унія»).
Однак Сигізмунд до кінця життя не залишав надій повернути собі шведський престол. З цього моменту його політика будувалася в основному навколо спроб завоювати Шведську імперію, хоча шляхта Речі Посполитої не проявляла особливого бажання брати участь у такому затяжному і кривавому протиборстві. Свій план Сигізмунд почав здійснювати в 1599 р., підтвердивши умови Pacta conventa — зобов'язань, які він взяв на себе при обранні його шляхтою на короля Польщі. У цьому документі він обіцяв приєднати шведське герцогство Естляндія до Речі Посполитої. А на Сеймі 12 березня 1600 р. король оголосив безпосередньо про це приєднання.

## Хронологія битв
- 1600 р. — Битва біля Карксі (29 жовтня)
- 1600 р. — Битва біля Ламбазі (15 листопада)
- 1601 р. — Битва коло Кесьо (7 січня)
- 1601 р. — Битва під Ерглє (2 червня)
- 1601 р. — Битва під Кокенгаузеном (23 червня)
- 1601 р. — Облога Вольмару (18 жовтня — 18 грудня)
- 1602 р. — Облога Фелліна (25 березня — 17 травня)
- 1602 р. — Битва коло Ревеля (30 червня)
- 1602 р. — Облога Білого Каменя (31 травня — 30 вересня)
- 1603 р. — Битва біля Раквере чи битва коло Везенбергу (5 березня)
- 1604 р. — Битва під Білим Каменем, Пайде (25 вересня)
- 1605 р. — Битва під Кірхгольмом (27 вересня)
- 1608 р. — Облога Дияменту — облога «Даугавгріви» у м. Рига (серпень)
- 1609 р. — Облога Пернау (28 лютого — 2 березня)
- 1609 р. — Морська битва коло Саліс (23 вересня — 24 вересня)
- 1609 р. — Битва над річкою Гауя (6 жовтня)

## Громадська думка у Речі Посполитій

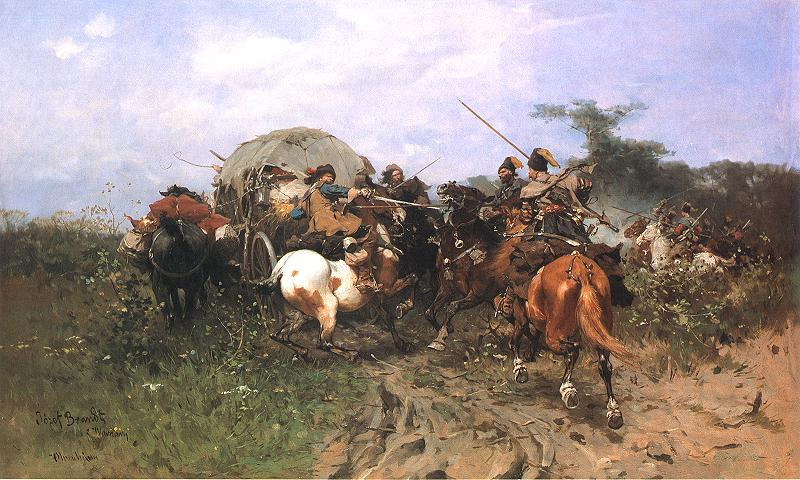
Юзеф Брандт. Польська сутичка зі шведами

Шляхта підтримала претензії короля вважаючи, що буцімто війна обмежиться тільки Естляндією, і чекала придбань нових земель і збільшення експорту зерна через Естляндскі порти на Балтійському морі. Додатково, шляхтичі Речі Посполитої не були високої думки про шведів, вони не вважали, що війна може бути довгою або важкою. Мовляв Річ Посполита легко відіб'є будь-які атаки скандинавів. Населення Речі Посполитої становило майже 10 млн осіб, на відміну від 1 млн осіб у Шведській імперії. При цьому у Речі Посполитій було найменше в Європі відношення чисельності армії до чисельності населення (посполитих). Крім того, шляхта могла і не знати, що шведська армія добре вишколена і знає, за що бореться, і те, що Шведська імперія здатна зібрати велику армію швидше за Річ Посполиту, зважаючи на більш централізований державний устрій.

## Початок битв

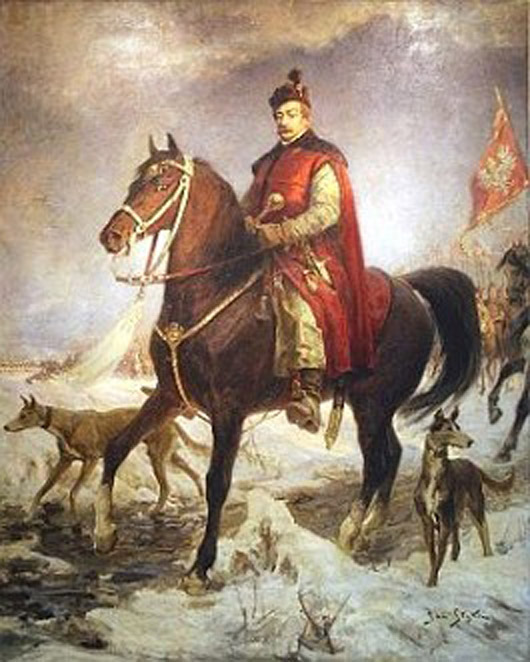
Великий гетьман коронний Ян Замойський

Річ Посполита була змушена боротися на два фронти: на півдні війська Речі Посполитої брали участь у війнах молдовських феодалів і тому шведська армія швидко отримала чисельну перевагу: 3:1. На початку війни в 1600 р., попри те, що армія Речі Посполитої під командуванням Христофора Миколая Радзивілла «Перуна», вдаривши першою, змогла завдати шведським силам кілька поразок на полі битви, шведи взяли під контроль не тільки Естляндію, але й більшу частину Лівонії, територію Речі Посполитої на південь від Естляндії. Сейм Речі Посполитої відреагував збільшенням асигнувань на збройні сили і відкликав війська і командирів з південного фронту (вважаючи його менш важливим, оскільки більша частина бойових дій відбувалася поза територією Речі Посполитої), вважаючи північний фронт більш важливим.
У 1601 р. польний гетьман литовський Ян Кароль Ходкевич і канцлер Речі Посполитої Ян Замойський, відкликані з Молдовського князівства, прибули у Велике князівство Литовське, щоби спинити шведське збройне вторгнення, яке загрожувало не тільки Естляндії (обіцяної Сигізмундом), але і колишнім територіям Речі Посполитої на південь. Ходкевич і Радзивілл розбили армію шведів в першій в цій війні великій битві під Кокенгаузеном (Кокнесе) на початку 1601 р.. Незабаром після цього на допомогу прибув Ян Замойський, котрий мав перемоги над молдованами, з 12 000 війська і 50 одиницями артилерії, у тому числі 15 важкими гарматами. Герцог Карл Седерманландський (пізніше король Карл IX) не зміг ефективно керувати власними підрозділами військ, і був змушений відступити. Під час відступу він залишив значні гарнізони у захоплених фортецях Лівонії. Замойський був змушений займатися облогами замість переслідування відступаючого війська короля, незабаром взявши Вольмар (нині — Валміера) і Феллін (нині — Вільянді).
До 1602 р. шведи контролювали лише Ревель (нині — Таллінн), Пернау (нині — Пярну), Гапсалю (нині — Хаапсалу) і Дерпт (нині — Тарту). У цей час Замойський, якому було вже 60 років віку, захворів і командування військом перейшло до Ходкевича, який обложив військом Дерпт. У Везенберга (Раквере) він розгромив шведське військове підкріплення, яке йшло на допомогу у Дерпт, і це місто незабаром було змушене здатися.

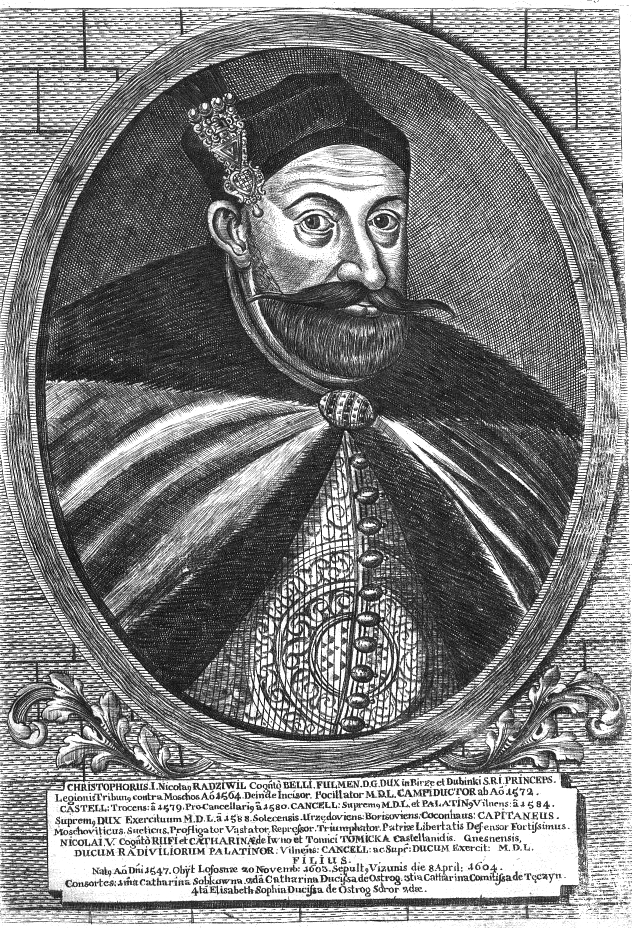
Великий гетьман литовський Христофор Радзивілл «Перун»

Ходкевич був призначений головнокомандувачем військ у Великому Князівстві Литовському (Литві) після того, як Замойський виїхав на південь у 1602 р. (Замойський більше не повернувся до командування арміями, його здоров'я похитнулося і він помер у 1605 р.). Ходкевич незважаючи на брак припасів і недостатню підтримку від Сейму і короля Сигізмунда III, блискуче показав себе, захоплюючи фортеці і відбиваючи атаки герцога Седерманландського на Ригу. Однак Ревель, Пернау і Нарва залишилися у шведському пануванні. У 1604 р. він осадив Дерпт, у вересні двічі розбив шведських генералів біля Пайде (з польської Білий Камінь, з німецької Вайсенштайн), часто виграючи битву проти переважаючих сил. Коло Пайде у нього було лише 2300 осіб в армії і він розбив шеститисячну шведську армію.
У своїх мемуарах Ходкевич написав, що це була вирішальна битва і одне з найбільших його перемог. Війська Речі Посполитої втратили 81 убитого і мали 100 поранених, а шведські втрати досягали половини всієї армії (50%). За хоробрість король нагородив Ходкевича булавою великого гетьмана литовського. Однак, Сейм не приділив належної уваги війні та ігнорував прохання нового литовського гетьмана про присилання підкріплення, припасів і грошей на виплату платні військовим у армії. Децентралізована фінансова система Речі Посполитої (всі податки мали бути узгоджені всією шляхтою і на Сеймі, і на регіональних сеймиках) призвела до того, що казна держави була майже постійно порожня. Цей порок переслідував республіку Польщу протягом сторіч.

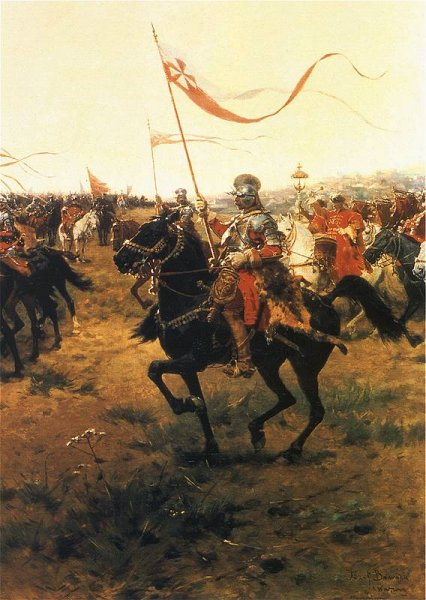
Гусари — головна ударна сила армії Речі Посполитої

Тим не менш, Ходкевич постояв за себе в боротьбі зі шведами. Він ввів нові методи ведення бойових дій, засновані на використанні елітної гусарської кавалерії і в результаті шведи знову і знову зазнавали поразки у відкритому полі. Спочатку армія Речі Посполитої атакували шведську кавалерію, потім вони зазвичай атакували деморалізовану шведську піхоту, яка була нездатна відступати взагалі і тому солдати зазвичай знищувалися цілими підрозділами, масово.

## Головна кампанія

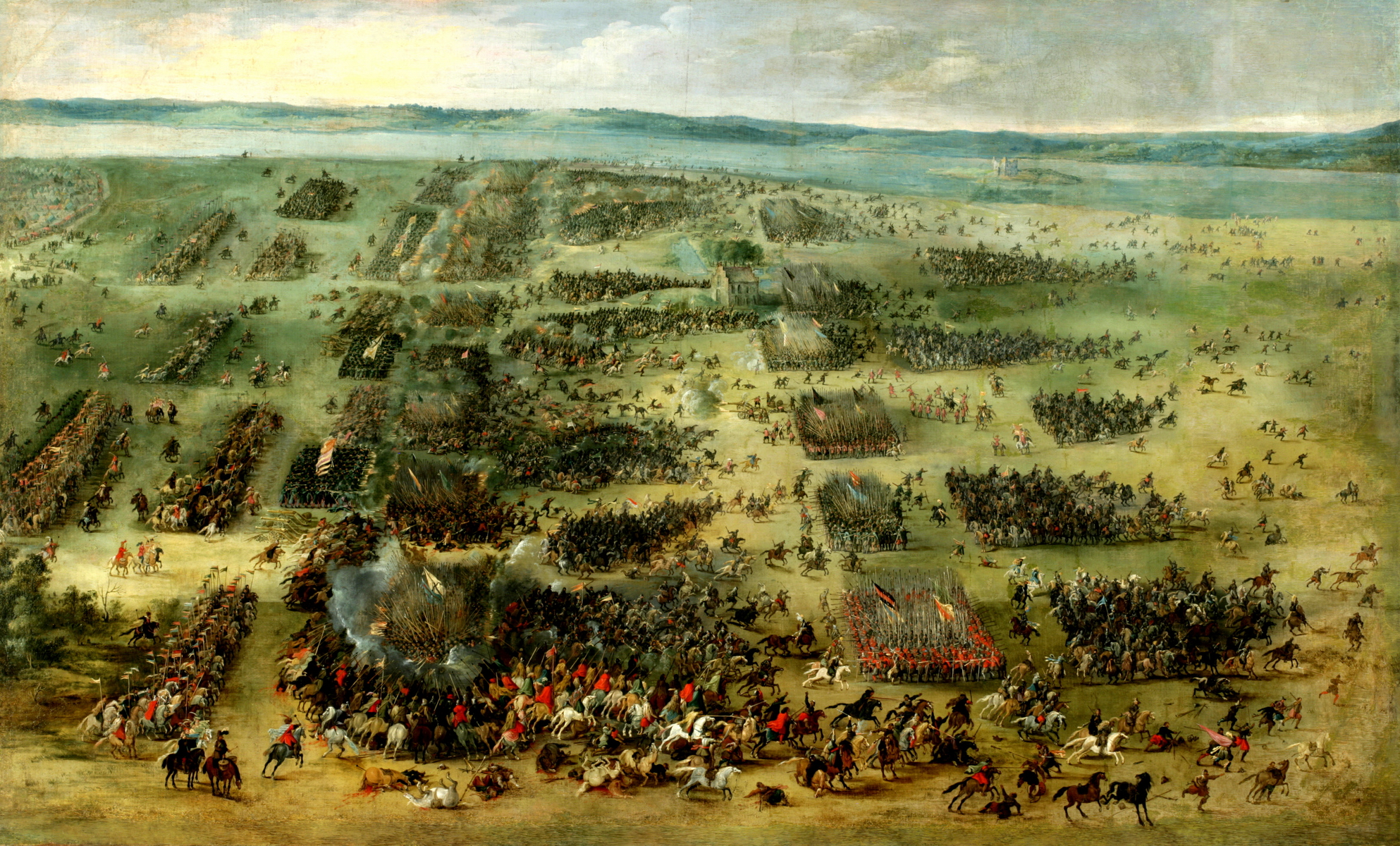
Картина Пітера Снайерса «Битва при Кірхгольмі» (1630 р.)

У 1605 році шведи знову асигнували великі кошти на створення нової величезної армії. Ріксдаг витратив великі гроші на заклик новобранців, а також московський цар Борис Годунов надав шведам більшу фінансову допомогу. Ймовірно, він хотів, щоб Шведська імперія і Річ Посполита були пов'язані боротьбою між собою в умовах Смутного часу в Московському царстві. Шведи змогли зібрати велику кількість найманців, а також найняти облогових інженерів по всій Європі.

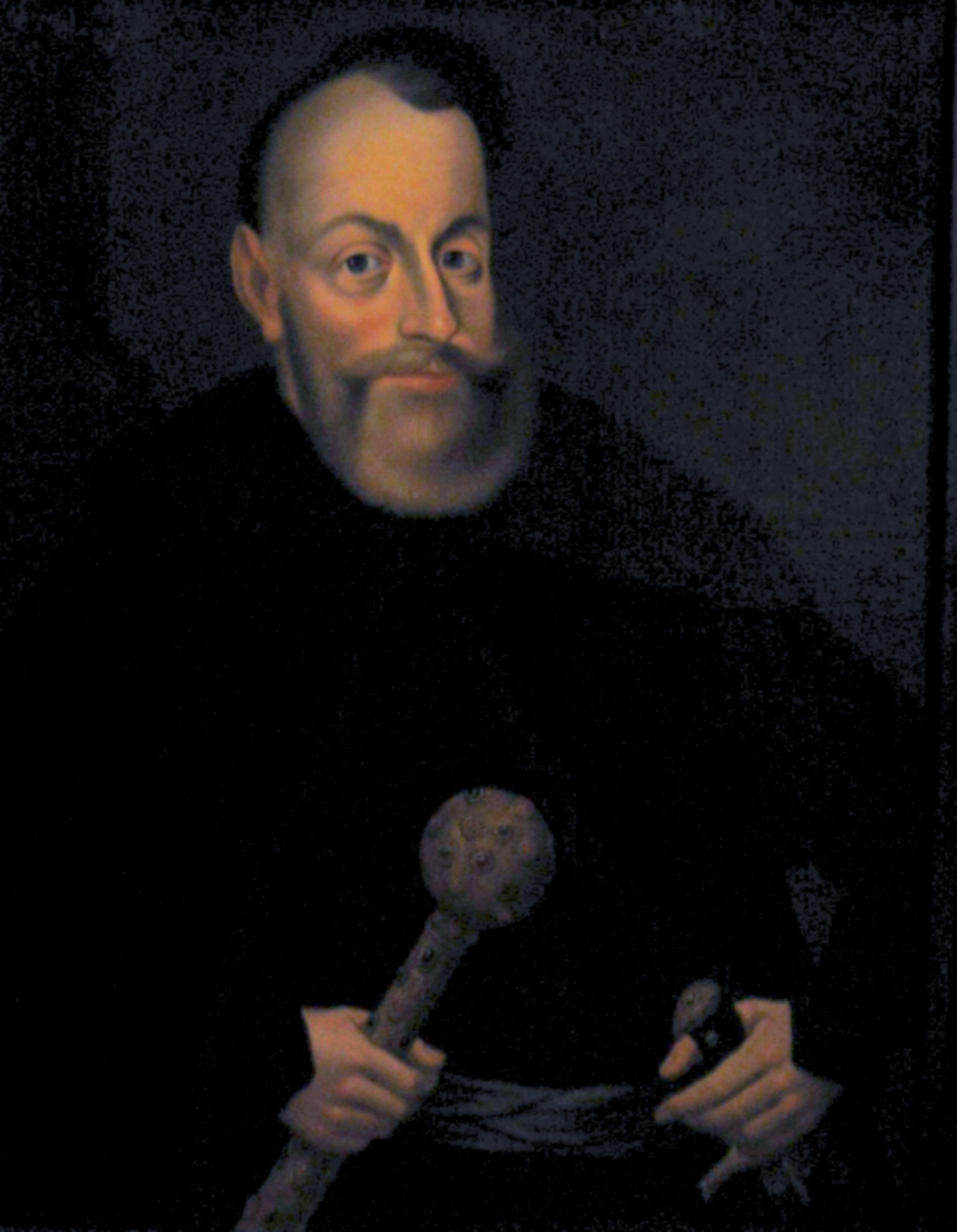
Ян Кароль Ходкевич

У 1605 році в Естляндії, в декількох милях від Ревеля, висадилася п'ятитисячна армія під командуванням Андерса Леннартсона з Форсту. Через кілька днів ще одне шведське військо, чисельністю близько 4000 чоловік, що вів граф Фредерік Йоахім Мансфельд, яке висадилося неподалік і обложило фортецю Дінамюнде (Даугавгріва) поряд з Ригою, але без будь-якого успіху. Після цієї невдачі шведи облягли Ригу. Їх головною метою було захопити цей один з найбільших портів на Балтиці.
Ходкевич висунувся, щоб допомогти ризькому гарнізонові, але дізнався про прибуття армії Леннартсона. Військо Ходкевича рушило до Леннартсона, але той вирішив не вступати у відкриту битву у полі і відступив до фортеці. Отримавши вісті, що Карл рухається з новими силами (близько 5 тис. осіб), Леннартсон вирішив з'єднатися з королем і разом штурмувати Ригу.
Ходкевич не зумів запобігти з'єднанню шведських армій і пішов з Цесіс (Винну) під Кірхгольм (Саласпілс) і Ікшкіле, де він збудував невеликий укріплений табір. Карл, який прибув до Риги 23 вересня, дізнався, що армія Ходкевича знаходиться неподалік і вирішив знищити ворога атакою більшої частини шведських військ. 27 вересня шведи на чолі з Карлом рушили на Кірхгольм (Саласпілс).
Битва при Кірхгольмі 27 вересня 1605 р., поруч з річкою Даугавою стала найвидатнішим досягненням Ходкевича. Ходкевич, володіючи меншими силами (співвідношення знову приблизно 1:3), використовував маневр (виверт), щоб виманити шведів з їх вигідних позицій. Карл вирішив, що армія Речі Посполитої відступає, тому потрібно, переслідуючи ворога, розосередити війська. Цього Ходкевич тільки й чекав. Піхота Речі Посполитої відкрила вогонь, завдавши шведам деяких збитків, а у цей час гусари зібралися у стрій і увірвалися у лави шведської піхоти. Шведські порядки були повністю перекинуті, сам король врятувався втечею, ледве встигнувши повернутися на корабель своєї флотилії і знятися від берега. У підсумку, Ходкевич з 2600 гусарів і 1300 піхоти розбив шведську армію — 8000 піхоти і 2000 кавалерії. З нагоди цієї перемоги він отримав вітальні листи від Папи Римського, всіх католицьких правителів Європи і навіть від османського султана і від перського шаха.

## Заключні роки
Армія Речі Посполитої не змогла скористатися плодами блискучої перемоги. Наступні п'ять років Річ Посполиту трясли внутрішні розбрати. Армія Ходкевича, роками не отримувала платні, і мало місце масове дезертирство, щоб грабувати маєтки політичних супротивників. Гетьман залишився із жменькою найманців, яким він платив зі своєї кишені і з кишені своїх друзів. З цими непорівнянно крихітними силами Ходкевич запобіг шведському вторгненню до Латгалії, у чому йому допомогла бездіяльна поведінка шведських воєначальників аж до 1608 р. Ходкевич залишився серед магнатів, вірних королю. Він був змушений займатися і повстанням проти Сигізмунда у Речі Посполитій (т.зв. Рокош Зебжидовського у 1606–1609 рр..), і новим вторгненням шведських військ під командуванням Мансфельда в Лівонію в 1608 р.. Мансфельд захопив Даугавгріву коло Риги, Вільянді і Кокнесе (Кокенгаузен), але коли Ходкевич повернувся, то ситуація змінилася на протилежну. У 1609 р. Ходкевич знову виручив Ригу, бо захопив Пернау (Пярну). Також Ходкевич розбив шведську флотилію на річці Салаца (біля Салацгріви), і остаточно розгромив Мансфельда біля річки Гауя. Нарешті, у квітні 1611 р. Шведська імперія і Річ Посполита підписали Перемир'я строком на 9 місяців. У жовтні того ж року помер Карл IX, і Шведська імперія терпить невдачі у війні з Данією-Норвегією, а Сигізмунд III «загруз» в конфлікті з Московським царством. Тому обидві сторони в квітня 1612 р. з готовністю подовжують Перемир'я ще на 10 місяців, а 20 січня 1614 р. уклали Угоду про припинення вогню на строк понад два роки, до 29 вересня 1616 р.. У 1617 р. шведи за допомогою державного зрадника Вольмара Фаренсбаха, відновили військові дії, захопивши в червні 1617 р. Пернау (Пярну), Віндау (Вентспілс) і Дінамюнде (Даугавгрівська фортеця). Останні два міста були пізніше повернуті відповідно Договору від 1618 р., укладеним на два роки.